# Прудникова, Елена Иосифовна
Еле́на Ио́сифовна Пру́дникова (Смирно́ва) (род. 19 мая 1949, Ростов-на-Дону, РСФСР, СССР) — советская и российская актриса театра и кино, кинопродюсер. Заслуженная артистка России (2004).

## Биография
Родилась в Ростове-на-Дону 19 мая 1949 года. Предки по отцовской линии были из казаков. Детство прошло на Пушкинской улице. Занималась в Театральной студии ростовского Дворца пионеров у Тамары Ильинской.
В 1970 году окончила Школу-студию МХАТ (курс Александра Карева).
Актёрскую карьеру начала в Ростовском драматическом театре имени Максима Горького. Её первые роли были в спектаклях «Тёмная история» и «Сказки старого Арбата». Играла главные роли.
Отслужив два года, переехала в Москву, где была принята в труппу Театра на Малой Бронной. Играла в спектаклях Анатолия Эфроса «Месяц в деревне», «Лето и дым», «Воспоминания» (пьеса А. Арбузова), «Сказки старого Арбата», «Снятый и назначенный», «Дон Жуан» и других; а также в спектаклях Евгения Лазарева, Владимира Портнова, Андрея Житинкина. Последняя роль — в «Аркадии» (пьеса Стоппарда) в постановке Сергея Голомазова.
В Театре на Малой Бронной служила 36 лет — до ухода на пенсию осенью 2011 года.
Служила в Театре на Таганке. Играла в спектаклях «Гроза» (А. Н. Островского, Катерина (во втором составе), «Антимиры» (А. Вознесенского), «Деревянные кони» (Ф. Абрамова), «Добрый человек из Сезуана» (Брехта), «Товарищ, верь…» (реж. Юрий Любимов и Целиковская, спектакль по письмам Пушкина, к Пушкину, о Пушкине; Наталья Гончарова).
В кинематографе дебютировала в 1970 году. Известность и популярность принесли роли в картинах «Вариант „Омега“» (1975) и «Два капитана» (1976, Катя Татаринова; реж. Евгений Карелов).
Сыграла около 30 ролей в фильмах, сериалах и телеспектаклях, среди которых главные — в картинах: «Две сестры» (1970), «Берега» (1973), «Два капитана» (1976), «Младший научный сотрудник» (1978), «Красная стрела» (1986), «Право на защиту» (2003, реж. Вячеслав Криштофович) и др.
Пробовалась на роль Виржини, которую впоследствии сыграла Ирина Магуто, в фильм Леонида Квинихидзе «Соломенная шляпка» (1974).
Сопродюсер фильма «Жила-была одна баба» (2011, реж. Андрей Смирнов). Картина удостоена кинопремии «Ника» в номинации «лучший игровой фильм».

## Личная жизнь
- Первый раз вышла замуж сразу после окончания Школы-студии МХАТ. Со своим избранником начала встречаться ещё в школьные годы, а он дождался её возвращения из Москвы. Однако брак быстро распался.
- Второй муж — актёр и режиссёр, народный артист России Андрей Смирнов.
  - Дочь — Аглая (род. 1980), продюсер, актриса.
  - Сын — Алексей (род. 1991), режиссёр.

## Общественная позиция
В марте 2014 году подписала письмо «Мы с Вами!» «КиноСоюза» в поддержку Украины.

## Творчество

### Роли в театре
- «Нижинский, сумасшедший Божий клоун» (Г. Бламстейн) — Ромола
- «Калигула» (А. Камю) — Цезония
- «Лето и дым» (Т. Уильямс) — Нелли Юэлл
- «Бабуля-блюз» (Л. Петрушевская) — Каля
- «Дон Жуан» (Мольер) — Шарлотта, Эльвира
- «Левый мастер» (А. Буравский) — Жанна
- «Пять романсов в старом доме» (В. Арро) — Ольга
- «Три сестры» (А. П. Чехов) — Ольга
- «Если…» (С. Алёшин) — Надя
- «Обвинительное заключение» (Н. Думбадзе) — Нуну
- «Рассказ от первого лица» (А. Гребнев) — Татьяна Георгиевна
- «Снятый и назначенный» (Я. Волчек) — Женя

### Фильмография
Сопродюсер
- «Жила-была одна баба» (2011, реж. А. Смирнов)
- «Француз» (2019, генеральный продюсер в соавт.; реж. А. Смирнов)

#### Роли в кино
- 1967 — Цыган — эпизод (нет в титрах)
- 1970 — Две сестры — Люся
- 1973 — Берега — Леночка Рогова
- 1973 — Исполняющий обязанности — Марина
- 1975 — Вариант «Омега» — Лотта Фишбах, секретарь Целлариуса, потом фон Шлоссера
- 1976 — Два капитана — Катя Татаринова
- 1976 — Пропал и нашёлся — Надежда Васильевна
- 1977 — Рассказ от первого лица (фильм-спектакль) — Леночка Старикова
- 1977 — Осторожно, листопад! (фильм-спектакль) — Марина
- 1978 — Если… (фильм-спектакль) — Надя
- 1978 — Младший научный сотрудник (к/м) — Татьяна Юрьевна Колотова (озвучила Ольга Волкова)
- 1979 — Допрос — Аян Абиева
- 1982 — Казнить не представляется возможным — принцесса
- 1982 — Солдат и змея — принцесса Людовина
- 1984 — Идущий следом (реж. Родион Нахапетов) — Лена
- 1985 — Катастрофу не разрешаю
- 1985 — Исполнить свой долг (фильм-спектакль) — телеграфистка
- 1986 — Красная стрела — Валя
- 1988 — Наш бронепоезд — Лидия Васильевна
- 1991 — Когда наступит конец света (Германия / Франция / Австралия)
- 1999 — Нижинский, сумасшедший божий клоун (фильм-спектакль, реж. Андрей Житинкин) — Ромола Нижинская
- 2000—2005 — Чёрный ворон
- 2001 — Агентство НЛС
- 2003 — Право на защиту — Катя
- 2004 — Московская сага — Елена
- 2005 — Каменская 4, серия «Двойник»
- 2005—2006 — Улицы разбитых фонарей-7
- 2006 — Таксистка-3
- 2007—2008 — Тяжёлый песок — мадам Горобец, портниха
- 2010 — Сивый мерин — бабушка Севы Мерина
- 2016 — Садовое кольцо (т/с) — хозяйка квартиры
- 2017 — Частица вселенной — Анна Павловна, мать космонавта Тимура Кутовых
- 2018 — Никто не узнает — мать Мити
- 2022 — Надвое — бабушка Иры
- 2022 — Химера — Лариса Татаринцева